# Euthyplocia haenschi
Euthyplocia haenschi is een haft uit de familie Euthyplociidae. De wetenschappelijke naam van de soort is voor het eerst geldig gepubliceerd in 1942 door Ulmer.
De soort komt voor in het Neotropisch gebied.